# Argomento cosmologico
L'argomento cosmologico è una tipologia di argomentazione della teologia naturale classica che parte da alcune presunte proprietà dell'universo osservato (il suo venire in essere, il suo poter essere stato diverso da ciò che è, la contingenza o causalità di alcune entità o di alcuni eventi) per inferire deduttivamente o induttivamente l'esistenza di un'entità identificata con Dio, definito come causa prima, ente necessario, motore immobile o essere personale.

## Storia
Sia Platone (c. 427–347 a.C.) che Aristotele (c. 384–322 a.C.) postularono argomenti che inerivano con la causa prima, sebbene ciascuno avesse alcuni rilievi degni di nota.
Nel libro X delle Leggi, Platone postulava che tutto il movimento nel mondo e nel Cosmo fosse "movimento impartito". Ciò richiedeva un "movimento auto-originato" per azionare il moto e per preservarlo. Nel Timeo, Platone introduceva la figura di un "Demiurgo" di somma saggezza e intelligenza come artefice del Cosmo.
Aristotele si oppose all'idea di una causa prima, spesso confusa con l'idea di un "motore primo " o "motore immobile" (πρῶτον κινοῦν ἀκίνητον o in latino primus motor) nella sua Fisica e Metafisica. Aristotele sostenne che dovevano esistere molteplici motori immobili, uno per ciascuna sfera celeste, motori che egli collocava oltre la sfera delle stelle fisse, e spiegò perché il movimento nell'universo (che credeva fosse eterno) fosse continuato per un infinito periodo di tempo. Aristotele sosteneva che l'affermazione atomista di un universo non eterno avrebbe richiesto una causa prima non causata - nella sua terminologia, una causa efficiente prima-, un'idea che considerava un errore ingiustificato nella teoria degli atomisti.
Nell’ambito di quella che chiamava filosofia prima o metafisica, Aristotele, come Platone, credeva in un cosmo eterno senza inizio e senza fine, che a sua volta era conseguente alla famosa affermazione di Parmenide che "l’essere è, il nulla non è" (Diels-Kranz, I frammenti dei presocratici, Fr. 6) Aristotele intendeva una corrispondenza teologica tra il motore primo e la divinità, sebbene rigettasse il politeismo e il suo motore immobile, Dio supremo, fosse unico e "pensiero di pensiero"); funzionalmente, tuttavia, fornì una spiegazione del moto apparente delle "stelle fisse" (oggi inteso come la rotazione quotidiana della Terra intorno al proprio asse). Secondo la sua tesi, i motori immateriali immobili sono esseri eterni immutabili che pensano costantemente di pensare, ma, in virtù della loro natura immateriale, sono incapaci di interagire con il cosmo e non hanno conoscenza di ciò che vi traspare. Per effetto di un’"aspirazione o desiderio", attratti dalla bellezza dei motori immateriali, le sfere celesti imitano quella attività puramente intellettuale come meglio possono, descrivendo un moto circolare uniforme, la forma più regolare e perfetta fra i moti possibili di un corpo fisico. I motori immobili che ispirano il planetario e le sfere condividono la medesima natura del motore primo, e “soffrono” semplicemente di una dipendenza dalla relazione con quest’ultimo. Di conseguenza, i moti dei pianeti sono subordinati al moto ispirato dal motore primo nella sfera delle stelle fisse. La teologia naturale di Aristotele non ammetteva la creazione né la capricciosità del pantheon degli dei immortali greci, e conservò una linea di difesa contro pericolose accuse di empietà.
Plotino, un platonico del terzo secolo, insegnava che l'Uno assoluto trascendente faceva esistere l'universo semplicemente come conseguenza necessaria della sua esistenza (in latino:‘’creatio ex deo’’). Il suo discepolo Proclo affermò "L'Uno è Dio".
Secoli dopo, il filosofo islamico Avicenna (c. 980–1037) indagò sulla questione dell'essere, all’interno del quale introdusse la distinzione fra essenza (māhiyya) ed esistenza (wuǧūd). Egli affermò che l'esistenza non poteva essere dedotta o giustificata dall'essenza delle cose esistenti, e che la materia e la forma da sole non potevano originarsi e interagire con il movimento dell'Universo o la progressiva attualizzazione delle cose esistenti. Pertanto, ne dedusse che l'esistenza doveva essere dovuta a una causa agente che richiede, impartisce, dà o aggiunge l’esistenza ad un'essenza. Per poter fare ciò, la causa deve coesistere con il suo effetto ed essere un qualcosa di esistente.
Steven Duncan scrive che l'argomento cosmologico "fu formulato per la prima volta da un neoplatonico cristiano siriaco di lingua greca, Giovanni Filopono, in un'opera di cui rimangono solo frammenti, Contro Aristotele sull'eternità del mondo,  in cui affermava di trovare una contraddizione tra l'insistenza pagana greca sull'eternità del mondo e il rifiuto aristotelico dell'esistenza di qualsiasi infinito attuale". Denominandolo  "argomento cosmologico di  'Kalam '", Duncan afferma che esso "ha ricevuto la sua articolazione più completa per mano di esponenti [medievali] di Kalam”, sia musulmani che ebrei ("l'uso della ragione da parte dei credenti per giustificare i presupposti metafisici di base della fede").
L'argomento di Giovanni Filopono fu ampiamente discusso dai maggiori esponenti della teologia speculativa araba, Kalām, in particolare al-Kindi, Al-Farabi, Avicenna, Al-Ghazali, Averroè.
San Tommaso d'Aquino adattò e migliorò l'argomento che trovò nella sua lettura di Aristotele, Avicenna e Maimonide, giungendo a formare una delle versioni più influenti dell'argomento cosmologico. La sua concezione della causa prima rispondeva all'idea che l'Universo dovesse essere causato da qualcosa di non causato, che affermava essere ciò che chiamiamo Dio:
(Summa Theologiae, I, Q. 2.3)
È importante sottolineare che le Cinque Vie di Tommaso d'Aquino, data la seconda questione della sua Summa Theologiae, non esauriscono e non rappresentano la totalità della dimostrazione tomistica che il Dio cristiano esiste. Le Cinque Vie costituiscono solo l'inizio del Trattato sulla Natura Divina.

## Tipologia degli argomenti cosmologici
William Lane Craig ha proposto di classificare gli argomenti cosmologici in tre classiː
1. quelli che mantengono l'impossibilità di un regresso temporale infinito (argomento di Kalam)
2. quelli che mantengono l'impossibilità di un regresso infinito essenzialmente ordinato (Tommaso d'Aquino)
3. quelli che non fanno riferimento ad un regresso infinito (Leibniz e Spinoza)

## Formalizzazione dell'argomento Kalam
1. Tutto ciò che ha cominciato ad esistere ha una causa.
2. L'universo cominciò ad esistere.
3. Quindi l'universo ha una causa e questa causa deve necessariamente provenire da un essere intelligente, altrimenti si negherebbe l'esistenza di Dio, quindi Dio esiste.
Critica 1:
La definizione di "cominciato ad esistere" è ambigua, in tale definizione infatti un falegname che fa una sedia dal legno non ha fatto iniziare ad esistere la sedia perché è partito da una materia prima. Tuttavia questo è l'unico tipo di creazione mai osservato da parte di una causa intelligente, generalizzare quindi sulle cause intelligenti partendo da un tipo di creazione differente rispetto a quello inteso, significa commettere una fallacia di equivocazione.
Contro-argomentazione 1:
La creazione ex-nihilo è una necessità logica che supera la suddetta falsa analogia. Implicare che la realtà non abbia cominciato ad esistere è affermare che le sue proprietà e dimensioni essenziali (spazio-tempo, energia-materia) siano sempre esistite, definendole un dato di fatto. Ora, come la scienza ricerca la causa efficiente di tutti i fenomeni, non assumendo mai che siano un semplice dato di fatto (ovvero che avvengano perché avvengono senza un motivo) così non è dato ammettere che la realtà, intesa come un intero, sia un dato di fatto, ma bisogna ricercarne la causa. Inoltre è evidente che se la concatenazione di eventi fosse infinita andando a ritroso nel tempo non si capirebbe come potremmo esistere: se il momento presente è indicato con P, sarebbe sempre possibile individuare un momento antecedente P' rispetto alla nostra esistenza che, di fatto, la impedirebbe.
Critica 2:
L'idea che l'universo abbia cominciato ad esistere si basa su una interpretazione errata della teoria del Big Bang, perché tale teoria non prevedrebbe alcun istante temporale in cui l'universo non sia esistito.
Che l'universo poi abbia una causa, inoltre, non dimostra nessuna caratteristica di quella causa, le caratteristiche di intelligenza, divinità, eternità o altro sono quindi interamente indimostrate.
Contro-argomentazione 2:
Tale critica è a sua volta fallace, perché per il principio di ragion sufficiente di Leibniz il tempo stesso non può essere venuto ad esistere senza una causa efficiente, che non può che essere, naturalmente, extra-temporale. Negare a tale causa efficiente le qualità di intelligenza ed eternità (intesa non come esistente in un tempo infinito ma nell'accezione di a-temporale) è difficilmente sostenibile: senza intelligenza lo spazio-tempo sarebbe un prodotto del caso o della necessità, tuttavia se fosse causa di necessità non si capisce perché sia venuto in essere da qualcosa (qualunque cosa sia) diversa dallo stesso, mentre se fosse prodotto del caso non si spiega come sia possibile riscontrare un universo regolato da leggi e costanti matematiche, con parametri idonei alla vita e all'auto-sussistenza.

## Versioni dell'argomento

### Argomento della contingenza
In epoca scolastica, Tommaso d'Aquino formulò "l'argomento della contingenza", seguendo Aristotele nell'affermare che ci deve essere qualcosa per spiegare perché l'Universo esiste. Poiché l'Universo potrebbe, in circostanze diverse, plausibilmente non esistere (contingenza), la sua esistenza deve avere una causa, che non è semplicemente un'altra cosa contingente, ma qualcosa che esiste per necessità, vale a dire un qualcosa che ‘’deve’’ esistere affinché qualsiasi altra cosa possa esistere. In altre parole, anche se l'Universo è sempre esistito, per il fatto che avrebbe potuto non esistere in circostanze diverse, deve ancora la sua esistenza a un movente non mosso, ad una causa prima non causata. Tommaso d'Aquino affermò inoltre: "... e questo comprendiamo essere Dio".
L'argomento di Tommaso d'Aquino dalla contingenza ammette la possibilità (ma non la necessità) di un Universo che non ha avuto inizio nel tempo, secondo la concezione aristotelica e greca classica. Esso è una forma dell'argomento della causalità universale. Infatti, esamina la catena di cause efficienti che precedono le cose anziché la catena di cause finali che eventualmente le seguono.
Tuttavia, Tommaso d'Aquino osservò che in natura le cose hanno un’esistenza contingente. Nel piano della fede, che accetta la verità della Rivelazione e in particolare della libera creazione divina, ciò è vero anche solo per il fatto che le cose che esistono in natura seguono alla creazione divina delle loro cause prime nell'universo, cause che avrebbero potuto non essere create e che sono quindi contingenti. Poiché è possibile che tali cose non esistano (che non iniziassero mai ad esistere ed eventualmente anche che cessino di esistere), deve esserci un tempo in cui queste cose in realtà non esistevano. In altre parole, si assume che ciò la cui esistenza è necessaria esista da sempre; non è vero il contrario, potendosi dare un Universo che -come detto in precedenza - esiste da sempre e che eppure è contingente poiché avrebbe potuto non essere in circostanze diverse; se ciò che è necessario è da sempre, al contrario ciò che è contingente, non è da sempre e ha quindi deve avere avuto un inizio.
Procedendo per assurdo, si nega che nell'universo esista un Essere necessario, affermando che tutto ciò che esiste nell'universo è contingente. Quindi, ci deve essere stato un tempo in cui non esisteva nulla. Se ciò fosse vero, non esisterebbe nulla che possa portare qualcosa all'esistenza. Gli esseri contingenti, quindi, non sono sufficienti per rendere conto dell'esistenza degli altri esseri contingenti: deve esistere un essere necessario la cui non esistenza è impossibile, e da cui in definitiva deriva l'esistenza di tutti gli esseri contingenti.
La Prova del Vero di Avicenna dimostra che tale Essere necessario, se esiste, deve esistere unico.
La prova di Avicenna, inoltre, ammette il regresso all'infinito delle cause come una posizione accettabile da parte di chi rifiuta di dedurre dalla catena dei contingenti l'esistenza di un Essere necessario. Egli replica prendendo in esame la somma dei contingenti passati, presenti e futuri. Essa o è un Essere necessario o è contingente. Nel primo caso, è subito verificata l'esistenza di un Essere necessario. Se invece, come è ragionevole attendersi, un insieme composto di contingenti è anch'esso contingente, la causa della somma dei contingenti deve essere esterna alla somma-insieme, quindi non deve essere contingente, bensì -per esclusione- l'Essere necessario. Se la causa della somma fosse infatti contingente, essa sarebbe inclusa nella somma dei contingenti (somma che allora sarebbe causa sui).
Secondo san Tommaso, l'Essere necessario è trascendente, vale a dire che vive al di fuori dell'Universo, così come il Motore Immobile di Aristotele vive al di là dell'ultima sfera. Poiché l'unico Essere necessario vive al di là dell'Universo, tutto ciò che è contenuto nell'Universo (il cosmo) è contingente. Tommaso sposa la verità di fede della creazione, in opposizione alla concezione greca di un universo eterno.
Nel 1714, il filosofo tedesco Gottfried Leibniz elaborò un'argomentazione simile con il suo principio di ragion sufficiente. Egli dichiarò: "Non si può trovare alcun fatto che sia vero o esistente, o alcuna proposizione vera senza che ci sia una ragione sufficiente per la sua esistenza che sia così e non altrimenti, anche se nella maggior parte dei casi non possiamo conoscere queste ragioni". Quindi formulò succintamente l'argomento cosmologico: "Perché c'è qualcosa piuttosto che niente? La ragione sufficiente ... si trova in una sostanza che ... è un essere necessario che reca in sé la ragione della propria esistenza".
L'argomento di Leibniz dalla contingenza è uno degli argomenti cosmologici più popolari nella filosofia della religione. Esso tenta di provare l'esistenza di un essere necessario e di dedurre che questo essere è Dio. Alexander Pruss formula l'argomento come segue:
1. Ogni fatto contingente ha una spiegazione.
2. C'è un fatto contingente che include tutti gli altri fatti contingenti.
3. Pertanto, c'è una spiegazione di questo fatto.
4. Questa spiegazione deve coinvolgere un essere necessario.
5. Questo essere necessario è Dio.[19]

La premessa 1 è una forma del principio di ragione sufficiente che afferma che tutte le proposizioni contingentemente vere (cioè i fatti contingenti) hanno una spiegazione sufficiente del perché esistono.. La premessa 2 si riferisce a ciò che è noto come il Big Conjunctive Contingent Fact (abbreviato BCCF), e il BCCF è generalmente considerato la congiunzione logica di tutti i fatti contingenti. Il BCCF può essere pensato come la somma totale di tutta la realtà contingente. La premessa 3 conclude poi che il BCCF ha una spiegazione, come ogni evenienza (in virtù del principio di ragion sufficiente). Ne consegue che tale spiegazione non è contingente (cioè necessaria); nessuna contingenza può spiegare il BCCF, perché ogni fatto contingente è una parte della BCCF. L'affermazione (5), che è vista come una premessa o una conclusione, deduce che l'essere necessario che spiega la totalità dei fatti contingenti è Dio.
Diversi filosofi della religione, come Joshua Rasmussen e T. Ryan Byerly, hanno sostenuto l'inferenza da (4) a (5).

### In esseein fieri
La differenza tra gli argomenti della causazione in fieri e in esse è abbastanza importante. In fieri è generalmente tradotto come in "divenire" (cfr. analogia dell'orologiaio), mentre in esse è generalmente tradotto come "in essenza".
In fieri, il processo del divenire, è simile alla costruzione di una casa. Una volta costruita, il costruttore si allontana e vive da solo.
In esse (essenza) è più simile alla luce di una candela o al liquido in un recipiente. George Hayward Joyce, SJ, ha spiegato che, "laddove la luce della candela dipende dalla continua esistenza della candela, non solo una candela produce luce in una stanza in primo luogo, ma la sua presenza continua è necessaria se l'illuminazione deve continuare. Se è rimossa, la luce cessa. Di nuovo, un liquido riceve la sua forma dal recipiente in cui è contenuto; ma se la pressione dei lati che lo contengono si ritirasse, non manterrebbe la sua forma per un istante".
Nel secondo caso, l'effetto (la luce nella stanza, la forma del liquido) cessa di esistere se viene meno la causa prima. Viceversa, nel primo esempio, la casa (effetto) continua ad esistere anche se il costruttore si è allontanato.
Sulla base di questa distinzione, il filosofo Robert Koons propose una nuova variante all'argomento cosmologico. Egli affermò che negare la causalità significa negare tutte le idee empiriche - per esempio, se conosciamo la nostra mano, lo sappiamo per effetto di una catena di cause che include la luce riflessa sui propri occhi, la stimolazione della retina e l'invio di un messaggio al cervello attraverso il nervo ottico. Secondo Koons, "se non accetti la metafisica teistica, stai minando la scienza empirica. I due sono cresciuti insieme storicamente e sono culturalmente e filosoficamente interdipendenti ... Se dici semplicemente: "Non comprare questo principio di causalità: sarà un grosso problema per la scienza empirica". Questa versione dell'argomento quindi non intende provare l'esistenza di Dio, bensì solo confutare le obiezioni che coinvolgono la scienza e l'idea che la conoscenza contemporanea possa confutare l'argomento cosmologico.

### Argomento metafisico per l'esistenza di Dio
Duns Scoto, influente teologo medievale, creò un argomento metafisico per l'esistenza di Dio. Sebbene fosse ispirato dall'argomento del movimento di Tommaso d'Aquino, lui, come altri filosofi e teologi, credeva che la sua dichiarazione sull'esistenza di Dio potesse essere considerata separata da quella tomistica. La sua spiegazione dell'esistenza di Dio è articolata e può essere riassunta come segue:
1. Qualcosa può essere causato.
2. È causato da se stesso, da niente o da un altro.
3. Non è causato da niente, perché niente causa niente.
4. Non è causato da solo, perché un effetto non provoca mai se stesso.
5. Pertanto, è [causato] da un altro A .
6. Se A è il primo, allora siamo giunti alla conclusione.
7. Se A non è il primo, torniamo al punto 2).
8. Da 3) e 4), deduciamo un altro - B. La serie ascendente è infinita o finita.
9. Una serie infinita è impossibile.
10. Pertanto, Dio esiste.

Scoto affrontò immediatamente due obiezioni che riusciva a scorgere: la prima, che non può esserci una causa prima, e la seconda, che l'argomento finisce in frantumi quando il punto 1) viene messo in discussione. Egli affermò che il regresso infinito è impossibile, perché provoca domande senza risposta, equivalenti a chiedersi nell'inglese moderno: "Cos'è l'infinito meno l'infinito?" La seconda obiezione è superata se si riformula nell'abito della logica modale, dove la prima affermazione diventa "È possibile che qualcosa possa essere causato".

## Argomento cosmologico e regresso all'infinito
A seconda della sua formulazione, l'argomento cosmologico risulta essere un esempio di argomento positivo di regresso infinito. Un regresso all’infinito è una serie infinita di entità governate da un principio ricorsivo che determina come ciascuna entità della serie dipende o è prodotta dal suo predecessore. Un argomento che finisce in un regresso all’infinito è una controargomentazione ad una teoria basata sul fatto che quest’ultima conduce ad un regresso all’infinito. Un argomento di regresso all’infinito di tipo positivo è quello che utilizza il regresso in questione per argomentare a sostegno di una teoria mostrando che la sua alternativa implica un regresso vizioso.
Il regresso rilevante per l'argomento cosmologico è quello delle cause: un evento si è verificato perché è stato causato da un altro evento accaduto prima, che a sua volta è stato causato da un evento precedente, e così via. Affinché un argomento di regresso infinito abbia successo, deve dimostrare non solo che la teoria in esame comporta un regresso all’infinito, ma anche che questo regresso è vizioso. Una volta stabilita la viziosità del regresso delle cause, l'argomento cosmologico può procedere alla sua conclusione positiva affermando che sia necessario porre una causa prima al fine di evitare il regresso.
Un regresso può essere vizioso a causa dell'impossibilità metafisica, dell'implausibilità o del fallimento esplicativo. Talora, si ritiene che il regresso delle cause sia vizioso perché metafisicamente impossibile, cioè che comporti una vera e propria contraddizione. Tuttavia, è difficile capire dove si trovi questa contraddizione a meno che non venga accettata un'ulteriore assunzione: che l'infinito reale sia impossibile. Ma questa posizione si oppone all'infinito in generale, non solo specificamente al regresso delle cause.
Un punto di vista più promettente è che il regresso delle cause debba essere respinto perché non plausibile. Tale argomento può essere basato sull'osservazione empirica, ad esempio che, per quanto ne sappiamo, il nostro universo ha avuto un inizio nella forma del Big Bang. L’obiezione della non-plausibilità può anche basarsi su principi più astratti, come quello del rasoio di Ockham, il quale postula che dovremmo evitare la stravaganza ontologica evitando di moltiplicare le entità al di là del necessario.
Una terza opzione è vedere il regresso delle cause come vizioso a causa del fallimento esplicativo, cioè il fatto che non risolve il problema per cui è stato formulato o che assume già in forma dissimulata ciò che avrebbe dovuto spiegare. Secondo questa posizione, cerchiamo di spiegare un evento nel presente citando un evento precedente che lo ha causato. Ma questa spiegazione è incompleta a meno che non riusciamo a capire perché si è verificato questo evento precedente, che è a sua volta spiegato dalla sua causa, e così via. Ad ogni passaggio, si deve presumere il verificarsi di un evento. Quindi non si riesce a spiegare perché succede qualcosa, perché esiste una catena di cause per cominciare.

## Obiezioni e controargomentazioni

### Che cosa ha causato la causa prima?
Un'obiezione all'argomento è che lascia aperta la questione del perché la causa prima sia unica in quanto non richiede alcuna causa. I favorevoli sostengono che la causa prima sia esente dall'avere un’altra causa, mentre gli oppositori sostengono che si tratta di una dichiarazione speciale o altrimenti falsa. I critici spesso insistono sul fatto che argomentare per l'esenzione della prima causa sollevi la questione del perché la causa prima sia effettivamente esente, mentre i difensori sostengono che a questa domanda è stata data risposta dai vari argomenti, sottolineando che la premessa secondo cui tutto ha una causa, non appartiene a nessuna delle versioni principali dell’argomento cosmologico.
William Lane Craig, che ha reso popolare ed è noto per aver difeso l'argomento cosmologico di Kalam, sostenne che l'infinito è impossibile, qualunque sia la prospettiva che lo spettatore assume, e quindi deve esserci sempre stata una cosa immobile che abbia dato inizio all'universo. Usa il paradosso del Grand Hotel di Hilbert e la domanda "Cos'è l'infinito meno l'infinito?" per illustrare l'idea che l'infinito attuale è metafisicamente, matematicamente e persino concettualmente impossibile. Altre ragioni includono il fatto che è impossibile fare il conto alla rovescia a partire dall'infinito, e che, se l'universo fosse esistito per una quantità di tempo infinita, ogni possibile evento si sarebbe già verificato, inclusa la fine dell'universo. Enuncia quindi la sua argomentazione in tre punti: in primo luogo, tutto ciò che comincia ad esistere ha una causa della propria esistenza; in secondo luogo, l'universo iniziò ad esistere; in terzo luogo, quindi, l'universo ha una causa della sua esistenza. Nel suo ‘’Blackwell Companion to Natural Theology’’, Craig affermò che non può esserci un regresso infinito delle cause e quindi deve esserci una prima causa non causata, anche se si postula una pluralità di cause dell'universo. Egli sostenne che il rasoio di Occam avrebbe potuto essere utilizzato per rimuovere ulteriori cause non necessarie dell'universo fino a lasciare una singola causa non causata.
In secondo istanza, si sostiene che la premessa della causalità è stata raggiunta attraverso un ragionamento a posteriori (induttivo), che dipende dall'esperienza. David Hume ha evidenziato questo problema dell'induzione e ha sostenuto che le relazioni causali non erano vere a priori (cfr. Legge di Hume). Tuttavia, resta argomento di dibattito se il ragionamento induttivo o deduttivo sia più prezioso, con la conclusione generale che nessuno dei due è eminente. Gli oppositori dell'argomento tendono a sostenere che non sia prudente trarre conclusioni da un'estrapolazione della causalità esterna all'esperienza. Andrew Loke replicò che, stando all'argomento cosmologico di Kalam, solo le cose che iniziano ad esistere necessitano di una causa. D'altra parte, qualcosa che è senza inizio è sempre esistito e quindi non ha bisogno di una causa. Kalam e l'argomento cosmologico tomista postulano che non può esserci un regresso all’infinito attuale delle cause,  e che quindi deve esserci una causa prima non causata che è senza inizio e non richiede causa alcuna.

### Non è una prova per un Dio teistico
Secondo questa obiezione, l'argomento cosmologico di base si limita a stabilire che esiste una causa prima, non che essa abbia gli attributi di un Dio teistico, come l'onniscienza, l'onnipotenza e il fatto di essere Sommo Bene. Questo è il motivo per cui l'argomento viene spesso ampliato per affermare che almeno alcuni di questi attributi sono necessariamente veri, ad esempio nella versione moderna dell’argomento di Kalam data sopra.

### Esistenza di circoli causali
Un ciclo causale è una forma di paradosso della predestinazione in cui si ritiene possibile viaggiare a ritroso nel tempo. Un'entità sufficientemente potente in un tale mondo avrebbe la capacità di viaggiare indietro nel tempo fino a un punto antecedente alla propria esistenza, e quindi di creare se stessa, dando così origine a tutto ciò che ne consegue.
La solita ragione addotta per confutare la possibilità di un ciclo causale è che esso richiede che il ciclo nel suo insieme sia causa di se stesso. Richard Hanley sostenne che i loop causali non sono logicamente, fisicamente o epistemicamente impossibili: "[Nei sistemi a tempo] l'unica caratteristica possibilmente discutibile condivisa da tutti i loop causali è che è necessaria una coincidenza per spiegarli". Andrew Loke replicò che il ciclo causale del tipo che dovrebbe evitare una causa prima è affetto da una circolarità viziosa, e quindi non funzionerebbe.

### Esistenza di infinite catene causali
David Hume e più tardi Paul Edwards hanno invocato un principio simile nelle loro critiche all'argomento cosmologico. William L. Rowe lo chiamò il principio di Hume-Edwards:
David White sostiene che la nozione di un regresso causale infinito che fornisce una spiegazione adeguata è fallace. Inoltre, nei ‘’Dialoghi sulla religione naturale’’ di Hume, il personaggio Demea afferma che anche se la successione delle cause è infinita, l'intera catena richiede comunque una causa. Per spiegare questo, supponiamo che esista una catena causale di infiniti esseri contingenti. Se si pone la domanda: "Perché ci sono degli esseri contingenti?", non aiuta sentirsi dire che "Ci sono esseri contingenti perché altri esseri contingenti li hanno causati". Quella risposta presupporrebbe solo esseri contingenti aggiuntivi. Una spiegazione adeguata del perché esistono alcuni esseri contingenti invocherebbe un diverso tipo di essere, un essere necessario che non è contingente. Una risposta potrebbe supporre che ogni individuo sia contingente, mentre la catena infinita nel suo insieme non lo è ovvero l'intera catena causale infinita è causa di se stessa.
Severinsen sostiene che esiste una struttura causale "infinita" e complessa. White ha cercato di introdurre un argomento "senza appellarsi al principio di ragione sufficiente e senza negare la possibilità di un regresso causale infinito". Sono stati offerti numerosi altri argomenti per dimostrare che non può esistere un reale regresso infinito, come: l'argomento dell'impossibilità di concreti infiniti attuali, l'argomento dell'impossibilità di attraversare un infinito attuale, l'argomento della mancanza di capacità per cominciare ad esistere, oltre a vari argomenti tratti da paradossi.

### Cosmologia del Big Bang
Alcuni cosmologi e fisici sostengono che la natura del tempo sfidi l’argomento cosmologico: "Si scopre che il tempo scompare proprio dall'equazione Wheeler-DeWitt" (Carlo Rovelli). La teoria del Big Bang afferma l’esistenza di un punto nel quale è nato l’inizio dello spazio-tempo e di ogni altra dimensione. Poi, la domanda "Cosa c'era prima dell'Universo?" non ha senso; il concetto di "prima" perde significato quando si considera una situazione senza tempo. Tale congettura è stata avanzata da J. Richard Gott III, James E. Gunn, David N. Schramm e Beatrice Tinsley, il quale ha affermato che chiedere cosa è successo prima del Big Bang è come chiedere cosa c'è a nord del Polo Nord. Tuttavia, alcuni cosmologi e fisici tentano di indagare sulle cause del Big Bang, utilizzando scenari come la collisione delle membrane.
Il filosofo Edward Feser sostiene che la maggior parte degli argomenti cosmologici dei filosofi classici per l'esistenza di Dio non dipendono dal Big Bang o dal fatto che l'universo abbia avuto un inizio. La domanda non riguarda cosa ha causato l'inizio delle cose o da quanto tempo le cose divengono, ma piuttosto che cosa le faccia divenire.